# Dalheim (Warburg)
Dalheim ist ein Ortsteil von Warburg in Westfalen und liegt zwei Kilometer ostwärts von Warburg im Diemeltal. Der Ort hat 71 Einwohner.

## Geschichte
Die älteste schriftliche Erwähnung stammt aus dem Jahre 836, als eine Verbindung zwischen dem Rittergut Dalheim und dem Königsgut in Rösebeck erwähnt wurde. Es wird vermutet, dass der Rittersitz so alt wie Dalheim ist. Es war das Rittergeschlecht von Dalheim ansässig, welches der Siedlung auch seinen Namen gab. Dieses niederadelige Geschlecht war mit der Warburger Ratsherrenfamilie Busse verwandt, welcher bis 1423 der Rittersitz gehörte. Danach besaß das Warburger Burgmannsgeschlecht von Steinheim das Gut Dalheim. Während des Dreißigjährigen Krieges fiel das Gut an die Familie Spiegel zum Desenberg, welche auch die Oberlehnsherren waren. Die Familie von Spiegel verkaufte das Gut an die Familie Vittighoff-Schell und es wurde später verpachtet und aufgeteilt.
Im Dreißigjährigen Krieg flüchteten die Bewohner vor den anrückenden Truppen, der Ort wurde geplündert und teilweise gab es Brände, aber er wurde nicht verwüstet. Nach dem Krieg kamen die Bewohner nur teilweise in den Ort zurück. Dalheim gehörte bis zu den Napoleonischen Kriegen zur Frei- und Gografschaft Warburg im Hochstift Paderborn. Von 1807 bis 1813 gehörte Dalheim zum Königreich Westphalen. Während dieser Zeit war die Gemeinde verwaltungstechnisch von Warburg getrennt und gehörte zum Kanton Niedermeiser im Distrikt Kassel des Departements der Fulda. 1816 kam Dalheim zum neuen Kreis Warburg in der preußischen Provinz Westfalen, in dem die Gemeinde zum Amt Warburg gehörte, das seit 1932 Amt Warburg-Land hieß.
Am 1. Januar 1975 wurde Dalheim durch das Sauerland/Paderborn-Gesetz in die Stadt Warburg eingemeindet, die gleichzeitig in den Kreis Höxter wechselte.

## Name
Für den heutigen Ortsnamen Dalheim gibt es folgende historische Bezeichnungen: Dalhem, Dalheym, Daelhem.

## Einwohnerentwicklung
| Jahr       | Einwohner | Quelle |
| ---------- | --------- | ------ |
| 1925       | 161       | [ 5 ]  |
| 1933       | 133       | [ 5 ]  |
| 1939       | 153       | [ 5 ]  |
| 06.06.1961 | 143       | [ 4 ]  |
| 27.05.1970 | 127       | [ 4 ]  |
| 30.06.1974 | 106       | [ 6 ]  |

## Kapelle und Schule
Es existierte auch eine Kapelle im Ort, die schon 1464 erwähnt wurde. Nach dem Verfall der Kapelle besuchten die Dorfbewohner die Kirche in Herlinghausen und nach 1648 wurde die Gemeinde der katholischen Pfarrei Calenberg (Warburg) zugeordnet. Um 1800 hatten die Ortschaften Calenberg und Dalheim einen gemeinsamen Lehrer für ihre Schulen, welche 1875 getrennt wurden.  1963 wurde die Schule geschlossen.